# 毛利元秋
毛利元秋（1552年－1585年5月31日）是日本戰國時代至安土桃山時代的武將。毛利氏家臣。父親是中國地方的戰國大名毛利元就。

## 生平
在天文21年（1552年）出生，家中五男。母親是側室三吉氏（備後國國人三吉氏出身）。
在弘治2年（1556年）開始於毛利氏的防長經略中立下很大戰功的周防國國人椙杜隆康沒有兒子，於是被父親元就送入椙杜氏成為養子並改名為椙杜元秋。
永祿12年（1569年），因支配出雲國的月山富田城城代天野隆重要求，被任命為月山富田城城主。因此解除與椙杜氏之間的養子關係並改名為毛利元秋'，一說改名為富田氏氏。永祿12年（1569年）至翌年（1570年），山中幸盛、尼子勝久等人為了奪回出雲而組織再興軍並從隱岐入侵出雲。元秋和天野隆重考慮到兵數很少，於是在月山富田城籠城抵抗尼子軍。毛利軍成功死守富田城，並發動反攻，擊破尼子再興軍使其敗退。
在天正13年（1585年）於月山富田城病死。享年34歳。墓所位於月山富田城左近的宗松寺舊址。因為元秋的兒子在元秋死後不久就死去，於是元秋的遺領由同母弟末次元康繼承。